# Frontière entre la France et Saint-Christophe-et-Niévès
La frontière entre la France et Saint-Christophe-et-Niévès concerne la limite maritime entre Saint-Barthélemy et l'archipel des Saint-Christophe-et-Niévès.

## Présentation
La frontière est purement formelle et aucun accord n'a été signé pour délimiter les zones maritimes sous souveraineté de ces deux pays.

## Carte des frontières maritimes dans les Caraïbes

Délimitations des frontières maritimes dans les États et territoires des Caraïbes.